# Papiro 74
Il Papiro 74 ({\displaystyle {\mathfrak {p}}}74 nella numerazione Gregory-Aland), anche noto come Papiro Bodmer XVII, è un manoscritto papiraceo contenente alcuni brani del Nuovo Testamento (Atti degli Apostoli e lettere cattoliche), anche se in forma lacunosa. È stato datato paleograficamente al VII secolo.

## Contenuto
I brani conservatisi sono:
- Atti degli Apostoli 1:2-5,7-11,13-15,18-19,22-25; 2:2-4; 2:6-3:26; 4:2-6,8-27,4:29-27:25; 27:27-28:31;
- Lettera di Giacomo 1:1-6,8-19,21-23,25,27; 2:1-3,5-15,18-22,25-26; 3:1,5-6,10-12,14,17-18; 4:8,11-14; 5:1-3,7-9,12-14,19-20;
- Prima lettera di Pietro 1:1-2, 7-8,13,19-20,25; 2:6-7,11-12,18,24; 3:4-5;
- Seconda lettera di Pietro 2:21; 3:4,11,16;
- Prima lettera di Giovanni 1:1,6; 2:1-2,7,13-14,18-19,25-26; 3:1-2,8,14,19-20; 4:1,6-7,12,16-17; 5:3-4, 9-10,17;
- Seconda lettera di Giovanni 1,6-7,13;
- Terza lettera di Giovanni 6,12;
- Lettera di Giuda 3,7,12,18,24

## Testo
Malgrado la datazione tarda, si tratta di un manoscritto importante e di un testimone eccellente per Atti.
Il testo greco di questo manoscritto è rappresentativo del tipo testuale alessandrino; Kurt Aland lo ha inserito nella categoria I.
Le varianti testuali più importanti sono:
- Atti 12:25[3] riporta «εξ Ιερουσαλημ» (da Gerusalemme) come A, 33, 69, 630, 2127; la maggioranza dei manoscritti riporta «εις Ιερουσαλημ» (a Gerusalemme);[4]
- non riporta Atti 15:34[5] come Codex Sinaiticus, A, B, E, Ψ, Byz.[6]
- Atti 20:28[7] riporta «του κυριου» (del Signore) come A, C*, D, E, Ψ, 33, 36, 453, 945, 1739, 1891, invece dell'alessandrino «του Θεου» (di Dio), o del bizantino «του κυριου και του Θεου» (del Signore e Dio).[8]
- Atti 27:16[9] riporta «καυδα» (nome dell'isola), come solo B, 1175, la versione Vetus latina, la Vulgata, e la Peshitta.[10]